# Couvent des Grands-Augustins
Le Couvent des Grands-Augustins est un ancien couvent parisien, détruit pendant la Révolution.

## Situation
Le couvent était limité au nord par le quai des Grands-Augustins, à l'est par la rue des Grands-Augustins et s'étendait, à l'ouest au-delà de la rue Dauphine ouverte en 1607  sur son territoire contre indemnisation, au sud au-delà de l'actuelle rue du Pont-de-Lodi ouverte de 1798 à 1802 sur son ancien domaine après l'expulsion des religieux et la vente des terrains comme bien national. 

## Historique
Les Augustins de l'ancienne Observance viennent s'établir à Paris sous le règne de Saint Louis, d'abord au-delà de la porte Saint-Eustache, où leur arrivée est attestée en 1259. 
La construction du monastère des Augustins, dits « francs-sacs », débute vers 1263 à l'initiative de Louis IX. Le 14 octobre 1293, ils prennent possession du couvent des Frères Sachets sur le bord de la Seine, dans le territoire de Saint-Germain-des-Prés.
Ces moines se réclament de la règle établie par Saint Augustin, Père de l'Église (354-430), ils ne relèvent que de Rome. L'édifice est construit entre 1368 et 1453, date de la dédicace de l'église sous le règne de Charles VII. Cette église abrite la sépulture de quelques personnages célèbres, tels Philippe de Commynes et des poètes de la Pléiade. 

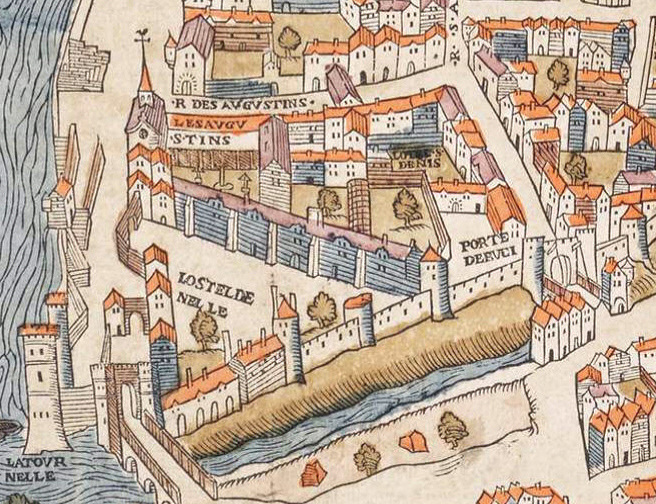
Le couvent des Augustins (clocher près de la Seine) sur le plan de Truschet et Hoyau (1550).

On sait que fourbisseurs et couteliers y avaient leur confrérie. 
C'est dans ce couvent qu'Henri III fonda l'ordre des Chevaliers du Saint-Esprit (ordre du Saint-Esprit), le 1er janvier 1579. C'est également en ce lieu que Louis XIII fut intronisé, le soir même de l'assassinat de son père Henri IV, tandis que sa mère Marie de Médicis était nommée régente. 
Le couvent prend une grande importance, et ses vastes salles au cœur de Paris devinrent des lieux d'assemblée pour le Parlement, la Chambre des Comptes, les États généraux de 1614, les assemblées générales du clergé de France à partir de 1615, en plus pour la Chambre de justice de 1716.
En 1751, l'Académie de Saint-Luc y organise son exposition.  
Une partie des dépendances[Lesquelles ?] du couvent est achetée[Quand ?] par Louis IV de Gonzague-Nevers qui y fait construire son hôtel particulier (emplacement actuel de l'hôtel de la Monnaie).
Le reste du couvent fut détruit durant les premières années de la Révolution française. Le terrain et les bâtiments sont mis en vente en 1797 en partie comme bien national sur lesquelles la rue du Pont-de-Lodi est ouverte et le Marché de la Vallée est établi plus grande parcelle (actuellement, à cet emplacement se trouve une résidence hôtelière « Les Citadines »). 
Il ne reste de l'ancien couvent qu'un cadran solaire au fond d'un jardin, et deux pierres tombales.

### Grands et Petits Augustins
Il y avait à Paris d'autres lieux appelés «Augustins» : 

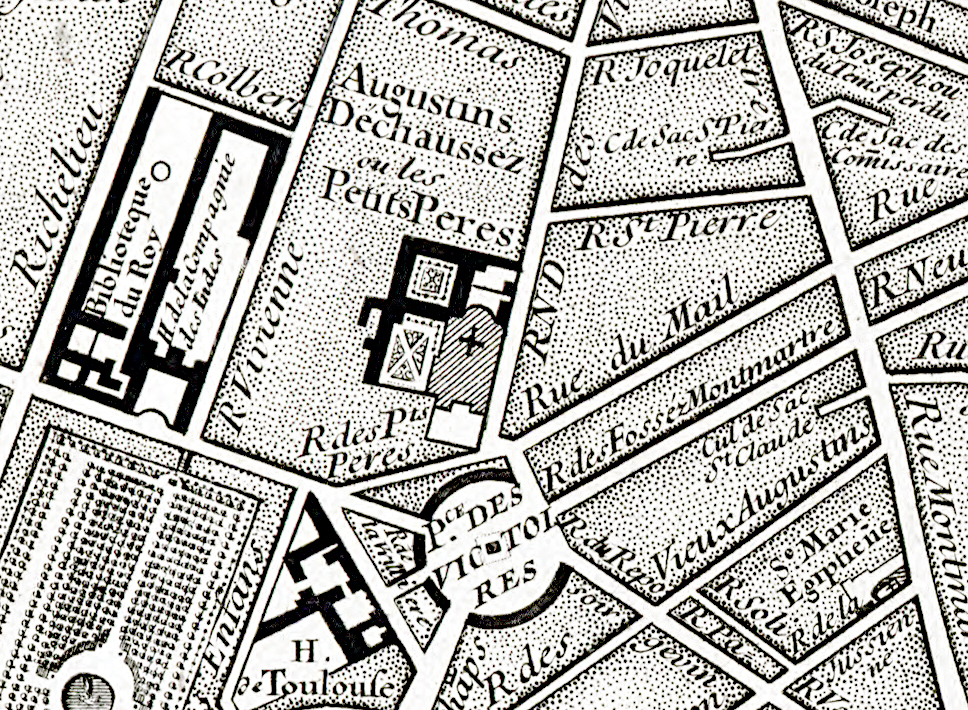
Le couvent des Petits-Pères, à proximité de la place des Victoires, sur le plan de Roussel de 1730.

Les « Petits Augustins », originellement « couvent des Petits-Augustins déchaussés », puis « réformés », et dont l'histoire est liée à la reine Marguerite de Valois, qui en 1613 leur offre une terrain issu de son hôtel particulier avec promesse de faire construire un monastère. Ce bâtiment, protégée par la jeune Anne d'Autriche, fut construit à partir de 1619. La rue qui longe le monastère fut baptisée « rue des Petits-Augustins » (future rue Bonaparte). Le couvent est occupé par les moines jusqu'à la Révolution française, avant d'être vendu comme bien national et en partie détruit après la suppression des ordres religieux. C'est là que fut inauguré le musée des Monuments français en 1795, bâtiment octroyé ensuite à l'École nationale des beaux-arts en 1816, dont le prieuré de la Saint-Trinité.
Des « Augustins déchaussés » quittèrent en 1629 cette communauté pour aller s'établir rive droite sur l'actuelle place des Petits-Pères, près de la rue Notre-Dame-des-Victoires. Leur lieu est appelé « Couvent des Petits Pères ». Ils y font construire une église en 1656, actuelle basilique Notre-Dame des Victoires. 
La mairie de l'ancien 3e arrondissement de Paris occupait ce qui resta du couvent après la Révolution. Les restes du couvent furent détruits à partir de 1849 pour laisser place à la mairie du 2e et à une caserne de pompiers.